# Division I 1987-1988 (pallacanestro maschile)
La Division I 1987-1988 è stata la 56ª edizione del massimo campionato belga di pallacanestro maschile. 
La vittoria finale è stata appannaggio dell'Ostenda.

## Risultati

### Stagione regolare
|     | Squadra            | G  | V  | P  | PF | PS | Pt. | Qualificazione         |
| --- | ------------------ | -- | -- | -- | -- | -- | --- | ---------------------- |
| 1.  | Ostenda            | 24 | 22 | 2  |    |    | 44  | playoff                |
| 2.  | Castors Braine     | 24 | 19 | 5  |    |    | 38  | playoff                |
| 3.  | RUS Mariembourg    | 24 | 17 | 7  |    |    | 34  | playoff                |
| 4.  | Racing Mechelen    | 24 | 16 | 8  |    |    | 32  | playoff                |
| 5.  | Maccabi Etterbeek  | 24 | 15 | 9  |    |    | 30  |                        |
| 6.  | Houthalen          | 24 | 14 | 10 |    |    | 28  |                        |
| 7.  | CEP Charleroi      | 24 | 10 | 14 |    |    | 20  |                        |
| 8.  | Imbelco Gent       | 24 | 8  | 16 |    |    | 16  |                        |
| 9.  | Avanti Brugge      | 24 | 7  | 17 |    |    | 14  | spareggi retrocessione |
| 10. | Express Merksem    | 24 | 7  | 17 |    |    | 14  | spareggi retrocessione |
| 11. | Verviers-Pepinster | 24 | 7  | 17 |    |    | 14  | spareggi retrocessione |
| 12. | Sint-Truiden       | 24 | 7  | 17 |    |    | 14  | spareggi retrocessione |
| 13. | Hellas Gent        | 24 | 7  | 17 |    |    | 14  | spareggi retrocessione |
| 14. | Spirale Liegi      | 0  | 0  | 0  |    |    | 0   | retrocesso             |

### Playoff
|  | Semifinali | Semifinali      | Semifinali |                |    | Finale  | Finale | Finale |  |
|  |            |                 |            |                |    |         |        |        |  |
|  | 1.         | Ostenda         | 2          |                |    |         |        |        |  |
|  | 1.         | Ostenda         | 2          |                |    |         |        |        |  |
|  | 4.         | Racing Mechelen | 0          |                |    |         |        |        |  |
|  | 4.         | Racing Mechelen | 0          |                | 1. | Ostenda | 3      |        |  |
|  |            |                 |            |                | 1. | Ostenda | 3      |        |  |
|  |            |                 | 2.         | Castors Braine | 1  |         |        |        |  |
|  | 2.         | Castors Braine  | 2.         | Castors Braine | 1  | 2       |        |        |  |
|  | 2.         | Castors Braine  |            |                |    |         |        |        |  |
|  | 3.         | RUS Mariembourg | 1          |                |    |         |        |        |  |

| Division I 1987-1988 |
| -------------------- |
| Ostenda 7º titolo    |

## Formazione vincitrice
| N° | Naz.               | Ruolo | Sportivo      |  | Alt. |  |
| -- | ------------------ | ----- | ------------- |  | ---- |  |
|    | Polonia (bandiera) | P     | Dariusz Zelig |  | 192  |  |